# هافو
هافو (به ژاپنی: ハーフ Hāfu)، به معنی نصف یا نیم یک اصطلاح زبان ژاپنی است که برای اشاره به یک فرد نیمه مردمان ژاپنی و نیم گایجین استفاده می‌شود. A وام‌واژه از انگلیسی، این اصطلاح به معنای واقعی کلمه به معنای «نصف» است، که اشاره ای به میراث غیرژاپنی فرد است.
از آنجایی که ژاپن یکی از همگن‌ترین جوامع روی کره زمین محسوب می‌شود، به کودکانی که یک والدین غیر ژاپنی دارند «هافو» می‌گویند. ژاپنی و اغلب با تعصب و تبعیض شهروندان ژاپنی با تبار کامل ژاپنی مواجه هستند. افراد «هافو» در رسانه‌های ژاپنی و خارج از کشور به خوبی معرفی شده‌اند و مطالعات اخیر در دهه ۲۰۱۰ تخمین می‌زند که از هر ۳۰ کودک متولد شده در ژاپن، ۱ نفر از زوج‌های بین نژادی متولد می‌شود.